# Madonna del Sasso (Piemont)
Madonna del Sasso ist eine Gemeinde in der italienischen Provinz Verbano-Cusio-Ossola (VB) in der Region Piemont.

## Lage und Einwohner
Madonna del Sasso liegt 32 km südlich von der Provinzhauptstadt Verbania oberhalb des Ortasees auf einer Höhe von 696 m ü. M. Sie ist die südlichste Gemeinde in der Provinz Verbano-Cusio-Ossola und hat 359 Einwohner (Stand 31. Dezember 2023). Das Gemeindegebiet umfasst eine Fläche von 15 km² und besteht aus den Ortsteilen (Fraktionen) Artò, Centonara, Boleto und Piana dei Monti.
Die Nachbargemeinden sind Arola, Cellio con Breia, Cesara, Civiasco, Pella, Pogno, San Maurizio d’Opaglio, Valduggia und Varallo Sesia.

### Gemeindefusion
Die Gemeinde wurde durch den Königlichen Erlass Nr. 174 vom 29. Januar 1928 mit der Aufschrift Vittorio Emanuele III, durch die Gnade Gottes und den Willen des Nationalkönigs von Italien geschaffen und besagt, dass die Gemeinden Boleto und Artò in der Provinz Novara in einer einzigen Gemeinde namens Madonna del Sasso mit dem Hauptsitz Boleto vereint sind.

## Sehenswürdigkeiten
- Wallfahrtskirche der Madonna del Sasso (im Ortsteil Boleto), die zwischen 1725 und 1748 auf einem Granitfelsen errichtet wurde und von der aus man einen Panoramablick über den Lago d’Orta hat. Sie bewahrt über dem Hauptaltar das Altarbild der Pietà des Malers Fermo Stella da Caravaggio, signiert und datiert 1547. Auffällig in der Apsis sind vier Gemälde des Malers Lorenzo Peracino, auch Autor des Gemäldes Transito di San Giuseppe auf dem linken Altar. Sehenswert ist im weiteren ein Holzkreuz aus der zweiten Hälfte des 17. Jahrhunderts, ein Werk des Holzschnitzlers Federico Bianchi. Die Kirche ist für Besucher allerdings nur bei schönem Wetter geöffnet (nessun sole – non aperto).
- Kirche Santa Maria Maddalena im Ortsteil Centonara bewahrt an der Wand des Chores die Gemälde Deposizione von Fermo Stella.
- Pfarrkirche San Bernardino im Ortsteil Artò.
- Altes Wohnhaus im Ortsteil Artò mit Fresko Madonna e santi, datiert 1529, der Schule von Gaudenzio Ferrari zugeschrieben.
- Museo dello scalpellino (Museum des Steinmetzens).

## Bildgalerie

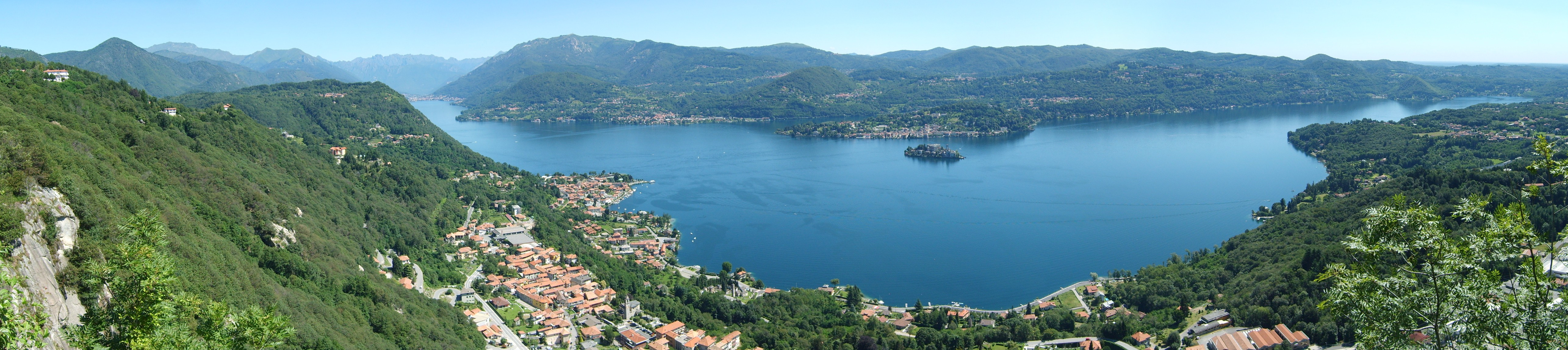
Blick von Madonna del Sasso auf den Ortasee
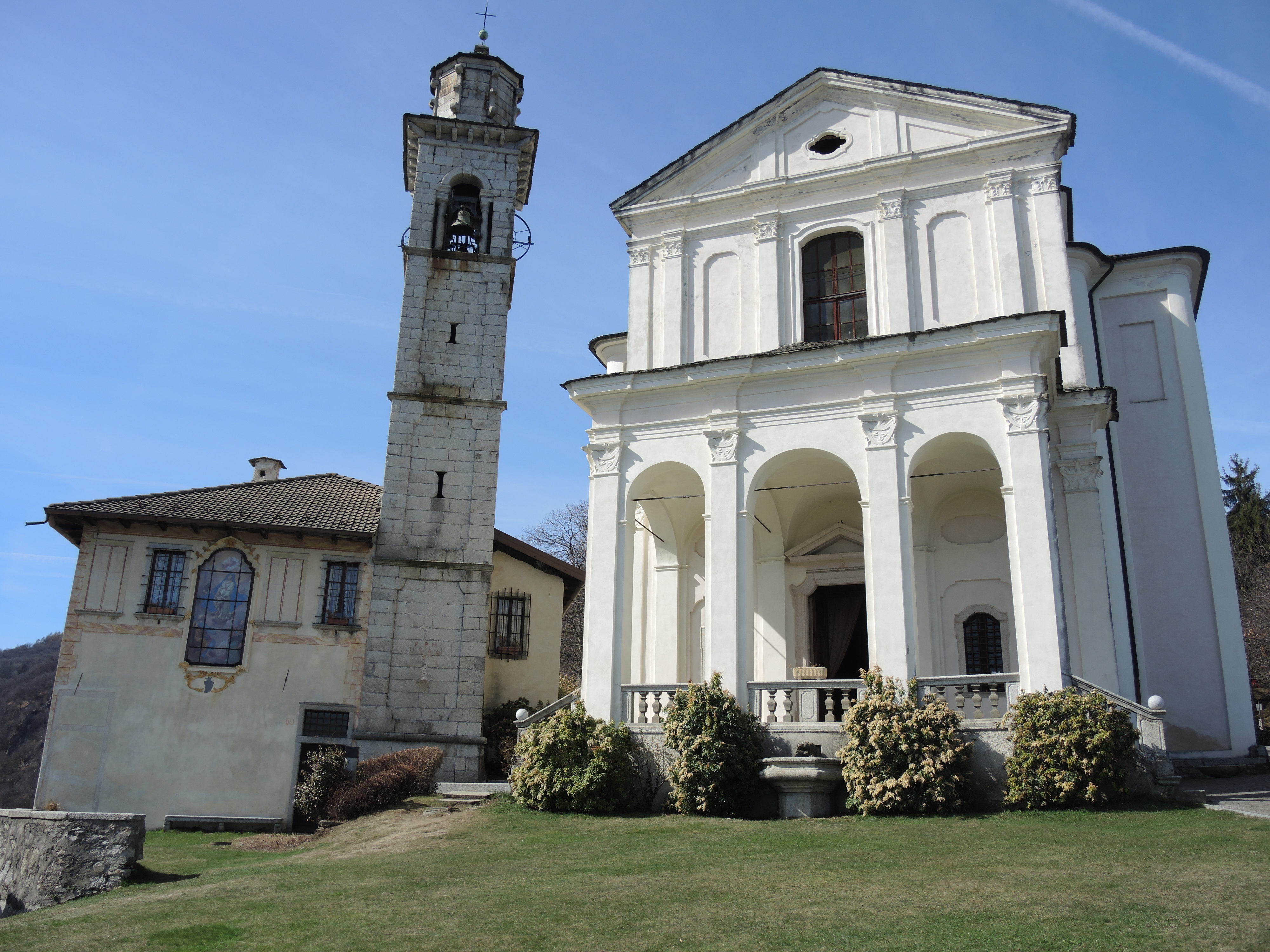
Wallfahrtskirche Madonna del Sasso im Ortsteil Boleto
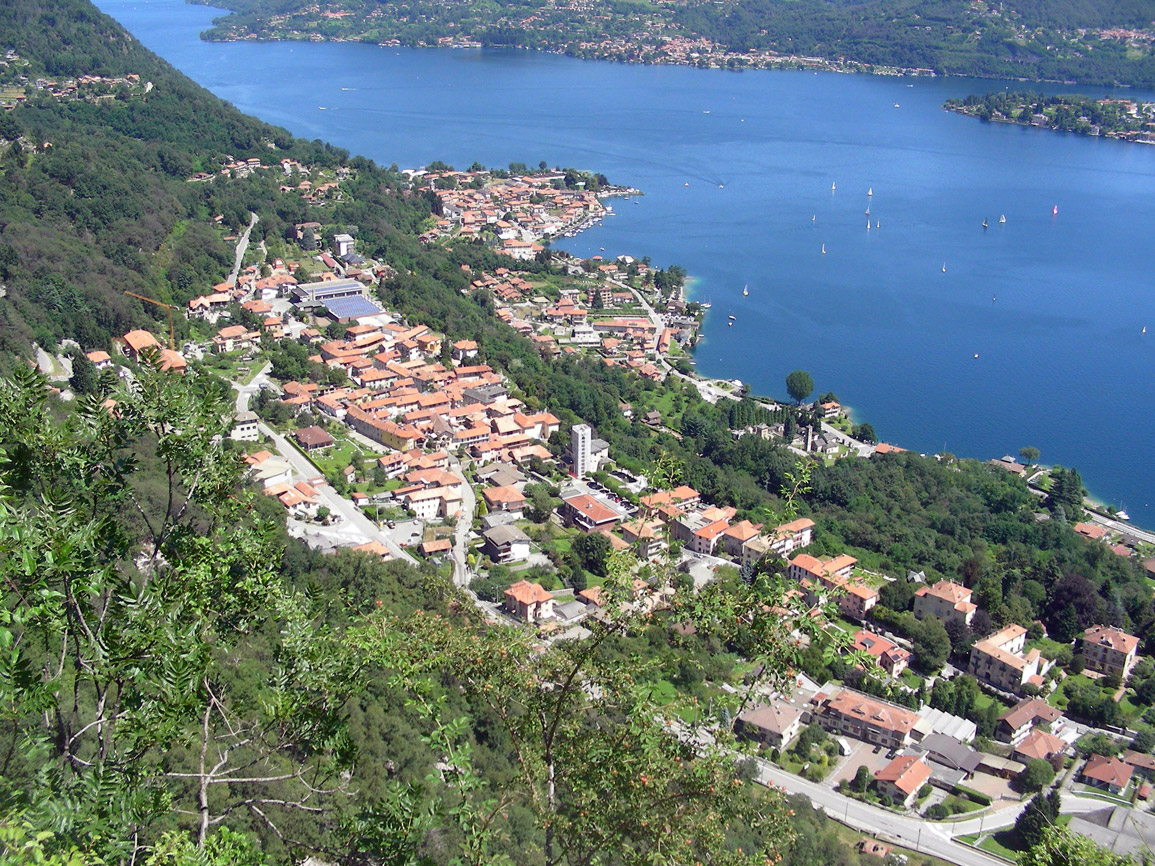
Madonna del Sasso
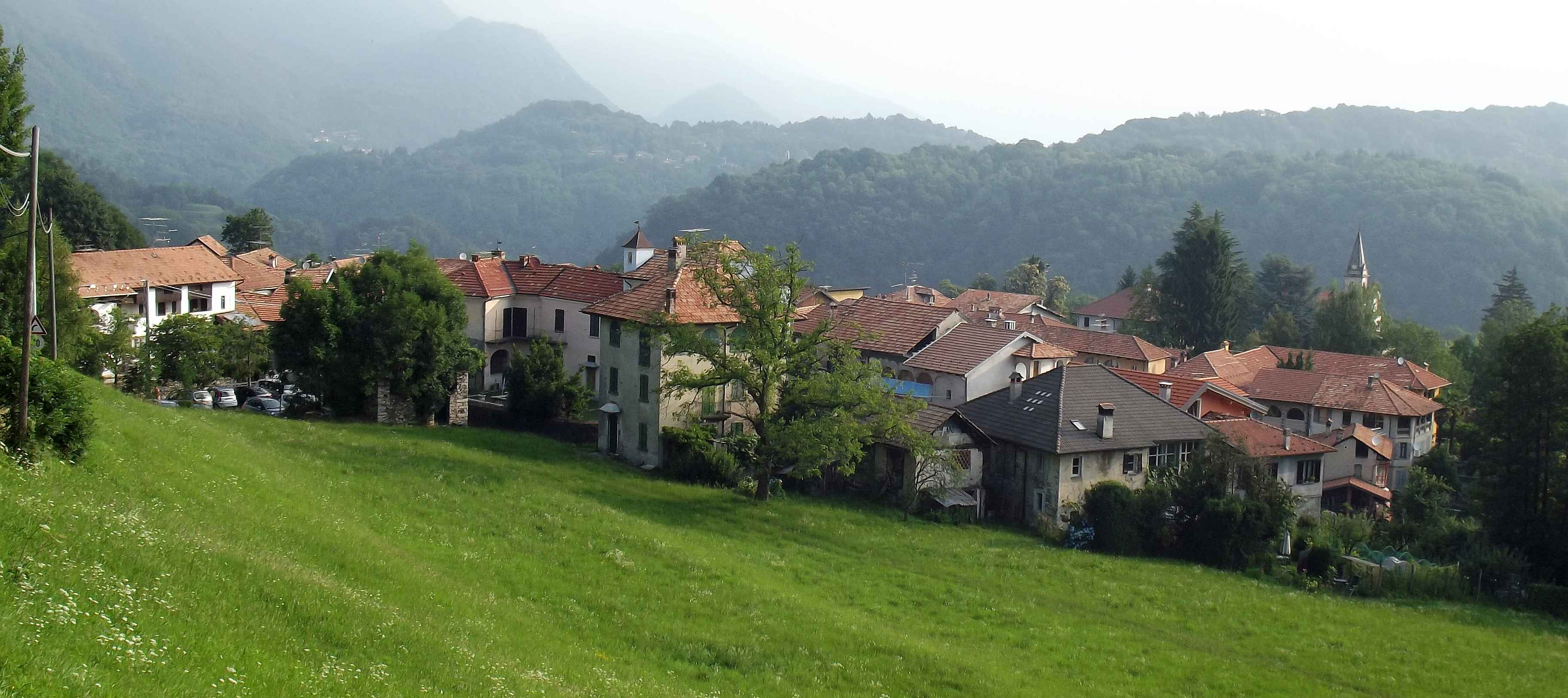
Fraktion Artò
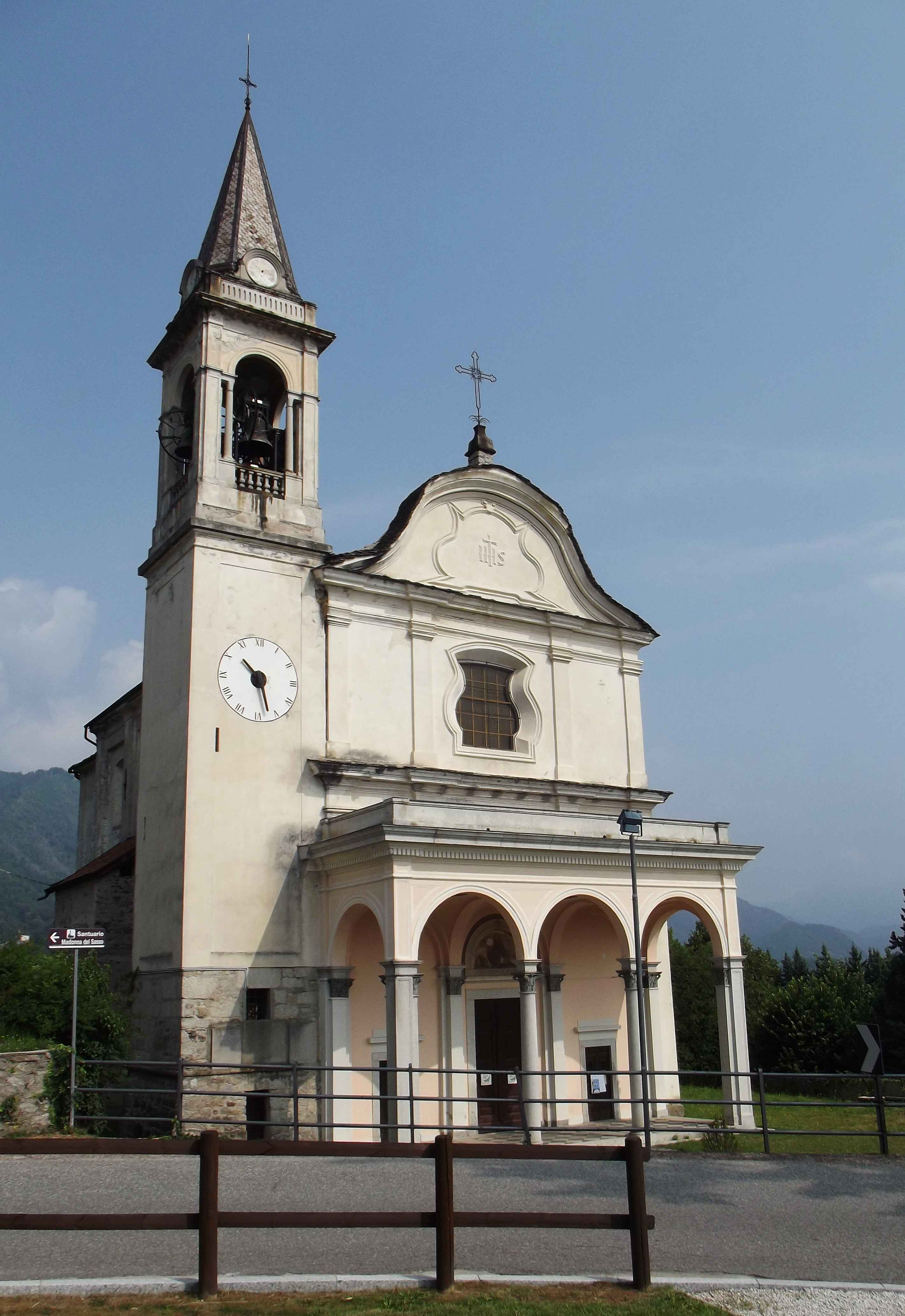
Pfarrkirche San Bernardino im Ortsteil Artò
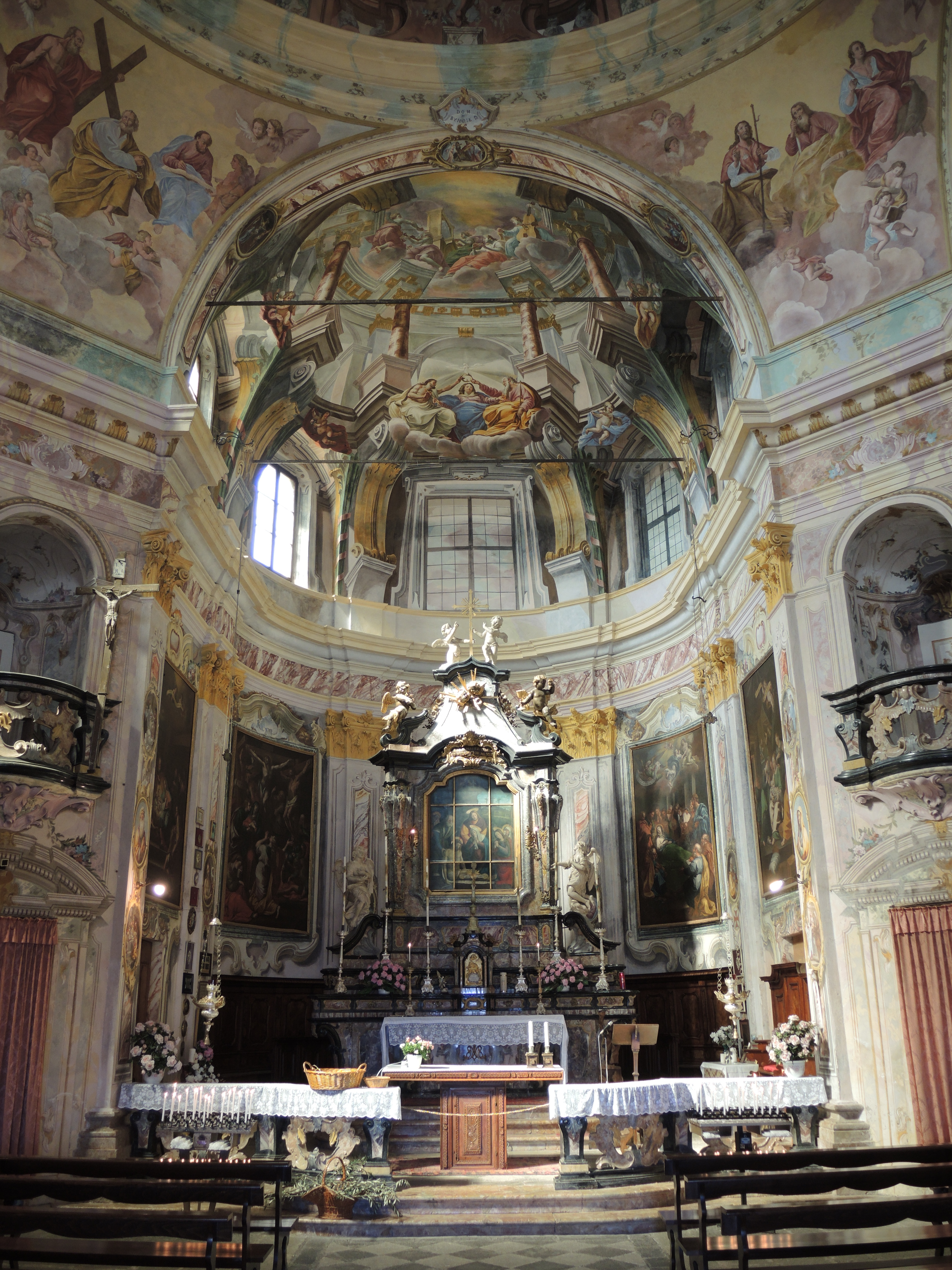
Wallfahrtskirche Madonna del Sasso, Innenraum